# Friedrich Wilhelm Gerber
Friedrich Wilhelm Gerber (Poznań, 26 maggio 1932 – 21 ottobre 2014) è stato un pastore protestante ed astrofilo tedesco.
Friedrich Wilhelm Gerber è conosciuto come astrofilo, la cui attività principale era di essere un pastore della Chiesa evangelica , mansione che esercitò tra il 1952 ed il 1980 a Lucas González, provincia di Entre Ríos (Argentina) .

## Attività astronomica
Si occupò principalmente di comete, osservandole con binocoli e riprendendo i loro spettri. Nel corso di queste osservazioni e ricerche Gerber coscoprì due comete non periodiche: la C/1964 L1 Tomita-Gerber-Honda e la C/1967 M1 Mitchell-Jones-Gerber. 
Gerber ha affermato di avere scoperto altre otto comete di cui però non poté avere la paternità della scoperta per la difficoltà di far pervenire in tempo utile la notizia della loro scoperta: solo di una di queste c'è il riconoscimento ufficiale della scoperta indipendente, quella relativa alla seconda grande cometa del 1970, la C/1970 K1 White-Ortiz-Bolelli . Le altre comete che sarebbero state scoperte da Gerber sono: C/1961 R1 Humason, C/1963 A1 Ikeya, C/1964 N1 Ikeya, C/1966 T1 Rudnicki, C/1968 Q2 Honda, C/1975 T1 Mori-Sato-Fujikawa e la grande cometa C/1975 V1 West .